# Ţāleh Varān
Ţāleh Varān (persiska: طاله وران, Ţālvarān, طالوران) är en ort i Iran.   Den ligger i provinsen Kurdistan, i den nordvästra delen av landet, 400 km väster om huvudstaden Teheran. Ţāleh Varān ligger 1 639 meter över havet och antalet invånare är 203.
Terrängen runt Ţāleh Varān är lite kuperad.Runt Ţāleh Varān är det ganska tätbefolkat, med 60 invånare per kvadratkilometer. Närmaste större samhälle är Shūyesheh, 7,8 km öster om Ţāleh Varān. Trakten runt Ţāleh Varān består i huvudsak av gräsmarker.